# 니혼마쓰번
니혼마쓰 번(일본어: 二本松藩 니혼마츠한[*])은 일본 무쓰국에 있던 에도 시대의 번으로, 지금의 후쿠시마현 니혼마쓰시 일대에 위치했다. 번청은 니혼마쓰성이다.

## 번의 역사
니혼마쓰 지방은 센고쿠 시대 니혼마쓰 가문이 지배하는 땅이었으나, 다테 마사무네의 맹공으로 니혼마쓰 성이 함락되고 가문이 멸망하면서, 센다이번과 아이즈번 세력 아래에 놓이게 되었다. 1627년, 가모 다다사토가 후사 없이 죽어 아이즈 영지를 몰수당하자 그 대신 가토 요시아키가 40만 석의 다이묘로 그 영지에 들어왔다. 이때 요시아키의 사위 마쓰시타 시게쓰나는 니혼마쓰 3만 석 영지를 받아 요리키 다이묘로서 니혼마쓰 번을 세우게 되었다. 그러나 시게쓰나는 입번한 그해 사망하였고, 그 아들 마쓰시타 나가쓰나는 번주직을 계승한 지 1년 만에 어리다는 이유로 미하루번으로 이봉되었다. 대신 요시아키의 셋째 아들 가토 아키토시가 니혼마쓰 번주가 되었으나 1643년에 영지를 몰수당했다.
니혼마쓰 성에는 아키토시 대신 시라카와번주 니와 미쓰시게가 들어와 10만 700석의 다이묘가 되었다. 고쿠다카가 높고 그 격식이 준고쿠슈(国主)였던 것은 미쓰시게가 오다 노부나가의 신임을 얻던 중신 니와 나가히데의 후손이기 때문이었다. 막부 말기에는 에도 만 경비에 있어서 활약하였으며, 보신 전쟁 때는 오우에쓰 열번동맹에 참가하여 신정부군과 대치하였지만, 연이은 패전으로 당시 번주 니와 나가쿠니는 요네자와번으로 도주하였고 니혼마쓰 성이 함락되었다. 나가쿠니는 결국 항복하고, 자신이 은거하는 조건으로 양자 나가히로가 그 뒤를 잇는 것을 허락받았으나, 이때 영지 5만 석이 삭감되었다. 1869년 판적봉환을 거쳐 1871년 폐번치현으로 니혼마쓰 번은 폐지되었고, 니혼마쓰 현이 되었다가, 최종적으로 후쿠시마 현에 편입되었다.

## 역대 번주
마쓰시타 가문
1. 마쓰시타 시게쓰나(松下重綱) 재위 1627년
2. 마쓰시타 나가쓰나(松下長綱) 재위 1627년 ~ 1628년

가토 가문
- 가토 아키토시(加藤明利) 재위 1628년 ~ 1641년

니와 가문
1. 니와 미쓰시게(丹羽光重) 재위 1643년 ~ 1679년
2. 니와 나가쓰구(丹羽長次) 재위 1679년 ~ 1698년
3. 니와 나가유키(丹羽長之) 재위 1698년 ~ 1700년
4. 니와 히데노부(丹羽秀延) 재위 1701년 ~ 1728년
5. 니와 다카히로(丹羽高寛) 재위 1728년 ~ 1745년
6. 니와 다카쓰네(丹羽高庸) 재위 1745년 ~ 1765년
7. 니와 나가타카(丹羽長貴) 재위 1766년 ~ 1796년
8. 니와 나가아키(丹羽長祥) 재위 1796년 ~ 1813년
9. 니와 나가토미(丹羽長富) 재위 1813년 ~ 1858년
10. 니와 나가쿠니(丹羽長国) 재위 1858년 ~ 1868년
11. 니와 나가히로(丹羽長裕) 재위 1868년 ~ 1871년